# استقبال (ترانه فورت ماینر)
«استقبال» (به انگلیسی: Welcome) یک ترانه با سبک آلترناتیو هیپ‌هاپ و الکترونیک راک از فورت ماینر است. ترانه‌سرا، تهینه کننده و خوانندهٔ این ترانه، مایک شینودا است که بیشتر به خاطر لینکین پارک شناخته می‌شود.

## پخش
مایک شینودا ترانه را از طریق وبگاه رسمی فورت ماینر، در تاریخ ۲۱ ژوئن ۲۰۱۵ منتشر کرد. اکنون این ترانه به صورت دانلود دیجیتالی در دسترس است.

## پیشینهٔ پخش
| منطقه  | تاریخ        | فرمت           | برچسب                          |
| ------ | ------------ | -------------- | ------------------------------ |
| جهانی  | ۲۱ ژوئن ۲۰۱۵ | دانلود دیجیتال | ماشین‌شاپ/وارنر برادرز. رکوردز. |
| آمریکا | ۲۲ ژوئن ۲۰۱۵ | Vinyl record   | وارنر برادرز. رکوردز           |

## عملکرد نمودار
| نمودار ۲۰۱۵                 | بالاترین رتبه |
| --------------------------- | ------------- |
| US Billboard Hot Rock Songs | ۱۶            |